# Jan Motyl
Jan Motyl (ur. 13 maja 1934, zm. 10 listopada 2016 w Zgierzu) – polski zawodnik i trener zapasów.

## Życiorys
Był zawodnikiem klubu Boruta Zgierz w barwach, którego zdobył między innymi mistrzostwo Polski seniorów. Po zakończeniu kariery zawodniczej był długoletnim trenerem Boruty Zgierz oraz asystentem trenera kadry narodowej seniorów. Wśród jego wychowanków był między innymi olimpijczyk Włodzimierz Cieślak. Jan Motyl był również działaczem Zgierskiego Towarzystwa Atletycznego. Zmarł 10 listopada 2016 i został pochowany na cmentarzu przy ul. Spacerowej w Zgierzu.